# Reno Scum
Palmarès
1 fois APW Tag Team Champions
 4 fois FSW Tag Team Champions 
 2 fois SPW Tag Team Champions
Reno Scum est une équipe de catch composée de Adam Thornstowe et Luster the Legend. Le duo travaille pour la Global Force Wrestling (GFW).

## Carrière

### All Pro Wrestling (2007–...)
Le 22 septembre 2017, lors de APW Gym Wars, ils perdent contre MNM (Joey Mercury et John Morrison).

### Circuit Indépendant (2007–...)
Le 2 juin 2014, lors de Vendetta Pro Casino Royale 2014 - Tag 2, ils battent Bad Influence (Christopher Daniels et Kazarian).

### Global Force Wrestling (2015–2017)
Le 22 août 2015, ils battent Bullet Club (Doc Gallows et Karl Anderson).

### Ring of Honor (2015–2016)
Le 27 février 2016, ils font leurs débuts télévisés à la Ring Of Honor, mais ils perdent contre les anciens ROH World Tag Team Champions The Briscoe Brothers (Jay Briscoe et Mark Briscoe).  

### Impact Wrestling / Global Force Wrestling (2017–2021)
Lors de Impact Wrestling du 9 mars, ils font leurs débuts à Impact Wrestling et battent The DCC (Bram et de Kingston). Lors de Impact Wrestling du 23 mars, ils battent The Decay (Abyss et Crazzy Steve). Lors de Impact Wrestling du 30 mars, ils perdent contre The Latin American Xchange (Ortiz et Santana) dans un Fatal 4 Way Tag Team match qui comportaient également The Decay et Laredo Kid et Garza Jr. et ne remportent pas les Impact World Tag Team Championship.
Le 28 juillet 2020 à Impact, ils perdent face aux Good Brothers.
Le 7 avril 2021, ils annoncent leurs départs de la compagnie sur les réseaux sociaux.

## Palmarès
- All Pro Wrestling
  - 1 fois APW Tag Team Championship[14]
  - 1 fois APW Universal Heavyweight Championship – Luster
  - 1 fois APW Worldwide Internet Championship – Thornstowe[15]

- Future Stars of Wrestling
  - 4 fois FSW Tag Team Championship

- Supreme Pro Wrestling
  - 2 fois SPW Tag Team Championship